# Borberek

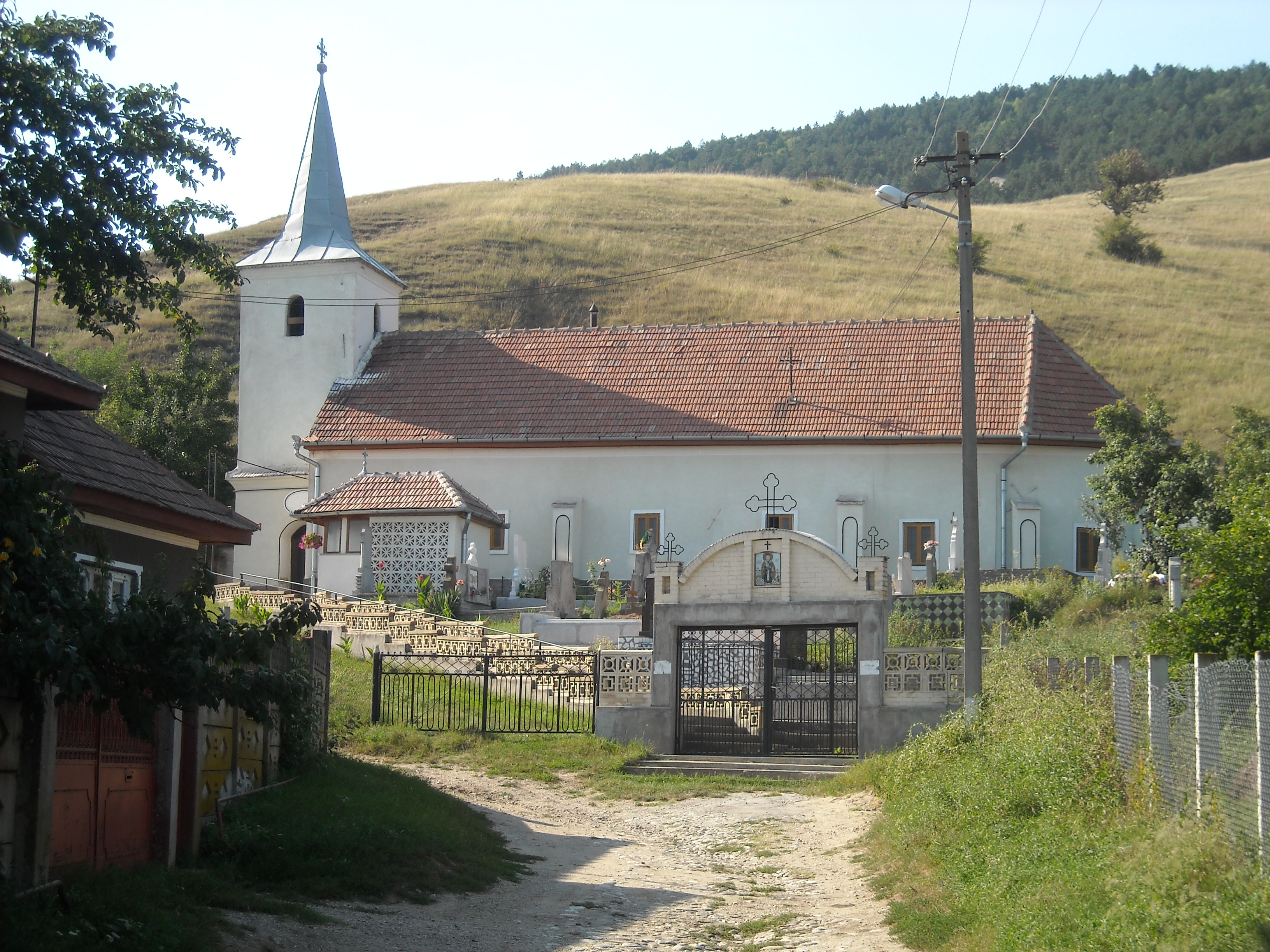
Az ortodox templom

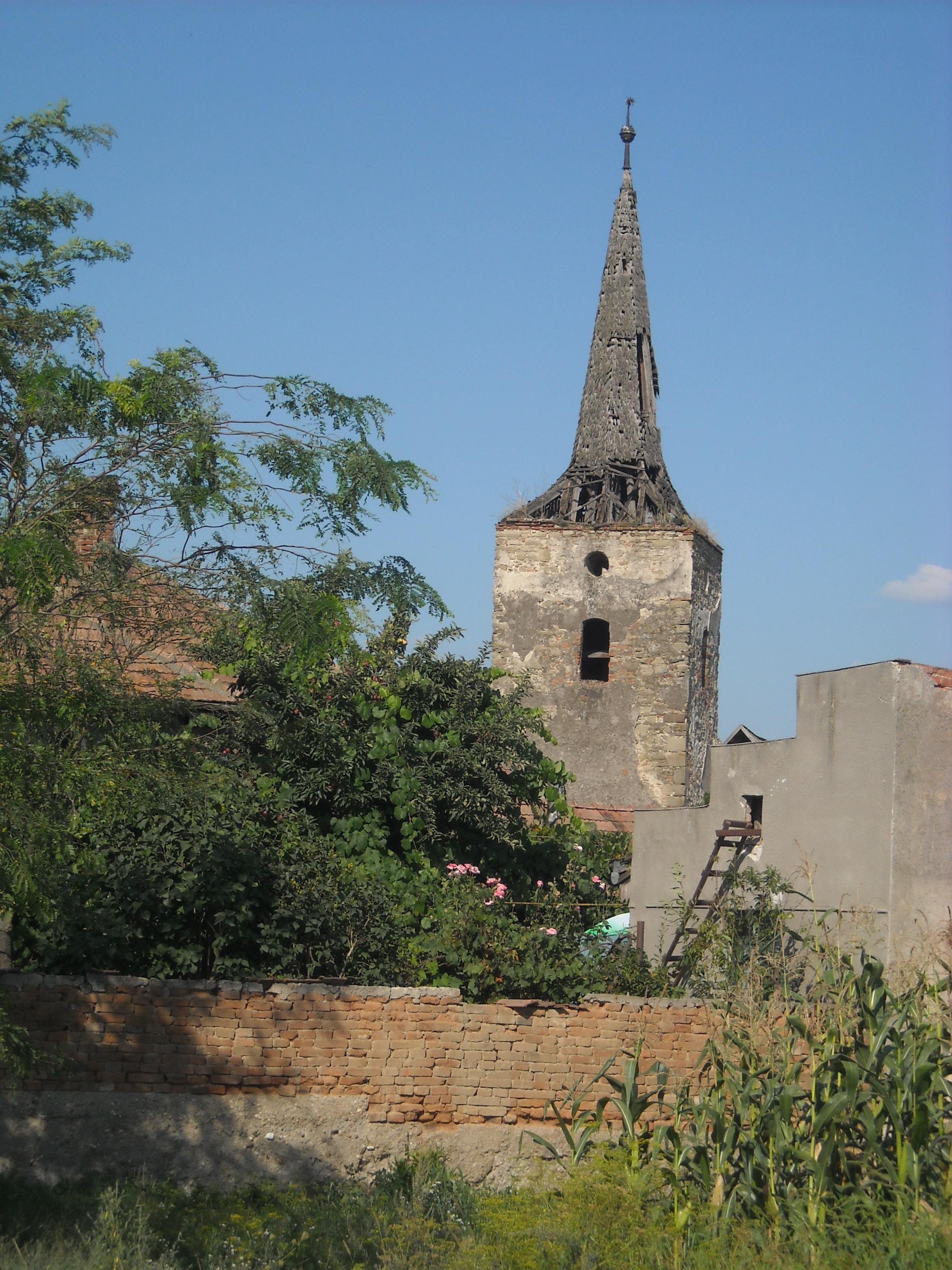
A református templom tornya

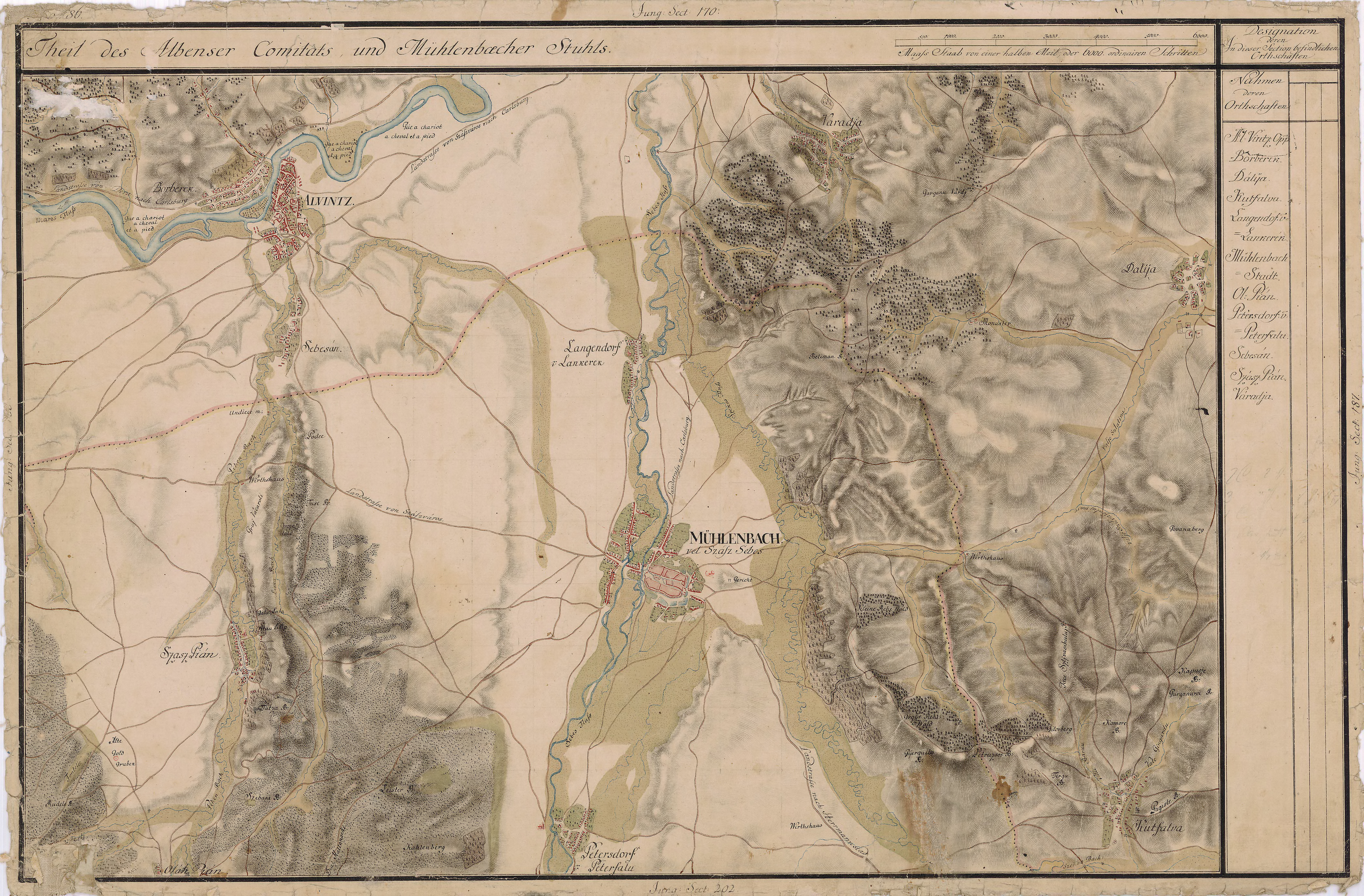
Borberek környéke 1769-1773 között

Borberek (románul: Vurpăr, németül: Burgberg, szászul Burpriχ) falu Romániában, Erdélyben, Fehér megyében. Közigazgatásilag Alvinc községhez tartozik.

## Fekvése
A Maros jobb partján, Alvinccel szemközt, Gyulafehérvártól 14 km-re délnyugatra található.

## Nevének eredete
Magyar és román neve egyaránt a német Burgbergből (várhegy) való. Először egy 1421-es másolatban fennmaradt, 1248-ből származó oklevélben említik, Burgberg néven. A 'várhegy' jelentésű név Zebernik várára utal. 1320-ban Burperg, 1421-ben már Borberek, 1508-ban Burchbereck, románul 1733-ban Vurper, 1750-ben Verper.

## Története
Szász hospes lakossággal települt, akik 1248-ban az alvinciakkal együtt megkapták a Nagyszeben vidékén élők szabadságait Lőrinc erdélyi vajdától. 1430-ban Alvinccal együtt, „kettős városként” ugyan szabad királyi városi rangot kapott, de a későbbiekben oppidumként említették. 1488-ban 99 hospes családfő lakta.
1510-ben a szászokon kívül magyarok és délszlávok is éltek benne, volt Magyar és Szász utcája (utóbbi 1658-ban is). Szapolyai János 1526-ban Radu de la Afumați havaselvi vajdának adományozta. Sokat szenvedett a Szapolyai és Ferdinánd közötti harcokban. A század második felében szász lakói valószínűleg elhagyták, magyar lakossága a református vallás mellett állapodott meg. A 17. században a mezővárosba sok nemes költözött. 1658-ban a tatárok kirabolták. A pusztításról Köröspataki Bedő János históriás énekmondó is megemlékezik egyik költeményében:
Búd, gondod érkezék Alvincz, Borberek,
Mert rajtad voltanak fene pogány népek
Nagy károdra lőnek az barabarus ebek,
Kin siránkozhatnak minden rendbeliek
A 18. században magyarok és románok lakták. Református egyháza 1766-ban 78 férfit és 77 asszonyt számlált. 1784-ben a zavargásoknak 38 helyi károsultja volt. 1848-ban a borbereki magyarok Alvincra menekültek. Az 1880-as években Alvinchoz csatolták, és csak 1945 után vált ismét külön településsé.

## Lakossága
- 1850-ben 1336 lakosát írták össze, közülük 1118 főt román, 96-ot magyar, 83-at cigány és 32-t zsidó nemzetiségűként; 1181 főt ortodox, 94-et református, 32-t zsidó, 17-et görögkatolikus felekezetűként.
- 1910-ben az Alvinchoz tartozó falunak 1140 lakója volt, közülük 993 román, 128 magyar és 11 német anyanyelvű; 986 ortodox, 72 református, 32 római katolikus, 21 zsidó, 16 görögkatolikus és 11 evangélikus vallású.
- 2002-ben 498 lakosából 487 volt román, 5 magyar és 4 cigány nemzetiségű; 486 ortodox vallású.

## Látnivalók
- A falutól másfél kilométerre északnyugatra állnak Zebernik (Zebernyik) várának romjai. Az alvinci és borbereki szászok építették a 13. században, parasztvárként – vagyis háborús időkben ide menekült a két település lakossága. 1450-ben leégett. Bethlen Gábor az alvinci habánoknak adományozta, akik megerősítették. A 17. század második felében a dokumentumok többször Felsővár-nak nevezték (az alvinci Martinuzzi-kastélyhoz viszonyítva). 1723-ban még katonaság őrizte. 1728-ban leégett, ezután elhagyták. A vár Kemény Zsigmond Gyulai Pál és Özvegy és leánya című regényében is szerepel.
- Evangélikus, utóbb református temploma a 14. század első felében épülhetett. A 15–16. században átépítették, a 16. században védőfallal vették körül, melyhez kapubástya is tartozott. A hívek nélküli templom romos állapotú, hajója beomlott, a Maros iszapja feltöltötte.

## Híres emberek
- Itt halt meg 1701. február 26-án Alvinczi Péter nádori bíró.
- Itt született 1876. október 1-én Tankó Béla filozófus, a Debreceni Egyetem rektora.